# Dave Mason
David Thomas Mason (Worcester, 10 de mayo de 1946) es un músico británico, reconocido por su asociación con la banda de rock Traffic.

## Carrera
Durante su trayectoria, Mason ha tocado en vivo y grabado con variedad de artistas, incluyendo a Paul McCartney, George Harrison, los Rolling Stones, Jimi Hendrix, Eric Clapton, Michael Jackson, David Crosby, Graham Nash, Steve Winwood, Fleetwood Mac, Delaney & Bonnie, Leon Russell y Cass Elliot. Una de las canciones más reconocidas de Mason es "Feelin' Alright", grabada por Traffic en 1968 y versionada en años posteriores por varios artistas, entre ellos Joe Cocker, cuya versión se convirtió en un éxito en 1969. También compuso con Traffic la exitosa "Hole in My Shoe". "We Just Disagree", hit de Mason como solista de 1977, obtuvo fuerte rotación en las radios estadounidenses de AOR.
En 2004 fue incluido en el Salón de la Fama del Rock and Roll como miembro fundador de Traffic.

## Discografía

### Álbumes de estudio
| Año  | Álbum                    | Billboard 200 | Certificación     | Discográfica       |
| ---- | ------------------------ | ------------- | ----------------- | ------------------ |
| 1970 | Alone Together           | 22            | - EE. UU.: Oro    | Blue Thumb Records |
| 1971 | Dave Mason & Cass Elliot | 49            |                   | Blue Thumb Records |
| 1972 | Headkeeper               | 50            |                   | Blue Thumb Records |
| 1973 | It's Like You Never Left | 25            |                   | Columbia Records   |
| 1974 | Dave Mason               | 27            | - EE.UU.: Oro     | Columbia Records   |
| 1975 | Split Coconut            | 37            | - EE.UU.: Oro     | Columbia Records   |
| 1977 | Let It Flow              | 41            | - EE.UU.: Platino | Columbia Records   |
| 1978 | Mariposa de Oro          | 74            | - EE.UU.: Oro     | Columbia Records   |
| 1980 | Old Crest on a New Wave  |               |                   | Columbia Records   |
| 1987 | Two Hearts               |               |                   | MCA Records        |
| 1987 | Some Assembly Required   |               |                   | Chumley Records    |
| 2008 | 26 Letters - 12 Notes    |               |                   | Out the Box/Sony   |
| 2014 | Future's Past            |               |                   | Something-Music    |
| 2017 | Pink Lipstick            |               |                   | Barham Productions |
| 2020 | Alone Together, Again    |               |                   | Barham Productions |

#### Álbumes en vivo
- 1973: Dave Mason Is Alive (ABC/Blue Thumb/MCA)
- 1976: Certified Live (Columbia)
- 1999: Live: The 40,000 Headmen Tour (Receiver Records)
- 2002: Live at Perkins Palace (Pioneer)
- 2002: Dave Mason: Live at Sunrise (Image Entertainment)
- 2004: XM Radio (Barham Productions)
- 2015: Traffic Jam (Barham Productions)

#### Álbumes recopilatorios
- 1972: Scrapbook (Island Records)
- 1974: The Best of Dave Mason (Blue Thumb)
- 1974: At His Best (ABC Records)
- 1978: The Very Best of Dave Mason (ABC/Blue Thumb)
- 1978: Skatetown, U.S.A. (Columbia)
- 1978: California Jam II (Columbia)
- 1981: The Best of Dave Mason (Columbia)
- 1995: Long Lost Friend: The Best of Dave Mason (Legacy Recordings/Columbia)
- 1999: The Ultimate Collection (Hip-O Records)
- 2000: Super Hits (Legacy)
- 2007: The Definitive Collection (Hip-O)
- 2014: The Columbia Years: The Definitive Anthology (Real Gone Music)